# 道格·罗杰斯
道格·罗杰斯（英語：Doug Rogers，1941年1月26日—2020年7月20日），加拿大男子柔道运动员。他曾代表加拿大参加1964年和1972年夏季奥林匹克运动会柔道比赛，其中1964年奥运会获得一枚银牌。